# Isometrische Isomorphie
Isometrische Isomorphie beschreibt in der Funktionalanalysis einen Zusammenhang zwischen zwei unterschiedlichen Räumen, die geometrisch identisch sind.

## Definition
Zwei normierte Räume {\displaystyle (X,\Vert \cdot \Vert _{X})} und {\displaystyle (Y,\Vert \cdot \Vert _{Y})} sind isometrisch isomorph, wenn zwischen ihnen ein Vektorraumisomorphismus {\displaystyle T:X\rightarrow Y} existiert, der gleichzeitig eine Isometrie ist, also {\displaystyle \Vert Tx\Vert _{Y}=\Vert x\Vert _{X}} erfüllt. Man schreibt dann {\displaystyle X\cong Y}.
Dies bedeutet, dass man die Räume eineindeutig miteinander identifizieren und Längenmessungen im einen auf den anderen übertragen kann. Der Operator {\displaystyle T} übernimmt die Identifizierung von Elementen aus {\displaystyle X} mit Elementen aus {\displaystyle Y.} Die Isometrie von {\displaystyle T} sichert die Normerhaltung bei diesem Wechsel. 
Offenbar ist die Umkehrung {\displaystyle T^{-1}} wieder eine isometrische Isomorphie.

## Beispiele
- Jeder separable unendlich-dimensionale Hilbertraum ist isometrisch isomorph zum Raum {\displaystyle \ell ^{2}} aller Folgen mit der Eigenschaft, dass die Summe der Quadrate aller Folgenglieder endlich ist.
- Zwei Hilberträume sind genau dann isometrisch isomorph, wenn ihre Hilbertraumdimensionen übereinstimmen.
- Jeder normierte Vektorraum ist isometrisch isomorph zu einem Untervektorraum des Raumes {\displaystyle (C(K),\Vert \cdot \Vert _{\infty })} der stetigen Funktionen auf einem geeignet gewählten kompakten topologischen Raum {\displaystyle K} nach {\displaystyle \mathbb {R} } mit der Supremumsnorm.
- Nach dem Satz von Banach-Mazur ist jeder separable, normierte Raum isometrisch isomorph zu einem Unterraum des Raums {\displaystyle (C([0,1]),\Vert \cdot \Vert _{\infty })} der stetigen Funktionen vom Einheitsintervall {\displaystyle [0,1]} nach {\displaystyle \mathbb {R} } mit der Supremumsnorm.